# Tesoro
Tesoro Corporation est une entreprise américaine spécialisée dans le raffinage et la vente de produits pétroliers. Le groupe détient sept raffineries aux États-Unis, d'une capacité totale de production d'environ 690 000 barils par jour (2012).

## Histoire
En novembre 2016, Tesoro annonce l'acquisition de Western Refining pour 4,1 milliards de dollars. Ce qui lui permit d'avoir une capacité de raffinage de 1,1 million de barils par jour.
En avril 2018, Marathon Petroleum annonce l'acquisition d'Andeavor, anciennement connu sous le nom de Tesoro, pour 23 milliards de dollars, devenant par cette opération, l'un des principaux raffineurs des États-Unis, en acquérant des infrastructures pétrolières importantes dans l'Ouest des États-Unis alors qu'il est massivement présent uniquement dans l'Est. Par ailleurs, par cette opération, Marathon va devenir la 6ème plus grande compagnie pétrolière au monde.

## Raffineries[6]
- Kenai, Alaska : 72 000 barils par jour
- Martinez, Californie : 166 000 barils par jour
- Wilmington, Californie : 133 100 barils par jour
- Mandan, Dakota du Nord : 60 000 barils par jour
- Kapolei, Hawaï : 93 500 barils par jour
- Salt Lake City, Utah : 58 000 barils par jour
- Anacortes, Washington : 108 000 barils par jour